# そっくり館キサラ
そっくり館キサラ（そっくりやかたキサラ）は、東京都新宿区新宿三丁目にあるものまねショーレストランである。経営母体は株式会社児島企画エンタテインメント。

## 概要
座席数100席。午後6時 - 8時半と午後9時 - 11時の2部制で、各部に1時間のものまねショーが組み込まれている。ショーにはものまねタレント100名から1日5 - 8組が出演し、「ものまねの聖地」と呼ばれている。ショーレストラン形式の為、ファミリー客も来店し、小学生料金も設定されている。また、地方出身者には東京名所として認識されており、はとバスがショー観覧を主目的としたツアーを開催、週末には2 - 3割を地方からの客が占める。修学旅行生がこの店舗を貸切にすることもあるという。『有吉ジャポン』（TBSテレビ）では、「キサラ芸人の」と紹介されておりものまね界では登竜門的な存在となっている。ショー店舗の中でオーディションは厳しいとされ、『あの人の作り方』（フジテレビ）ではスタッフが「10～20人受けて1人受かるか受からないか…の難関」であるとインタビューに答えている。
1992年10月に開業した当初、出演する芸人は10名程度であったが民放局におけるものまね番組の流行とともに出演者層が拡大し、100名を超える出演者がひしめき合っている。出演者からはコージー冨田、ホリなど、後に単独で活躍するようになった芸人も輩出した。かつてはお笑い芸人もこのショーに参加しており、オードリーはその出身で「キサラのカレーは旨い！」と『オールナイトニッポン』（ニッポン放送）で絶賛している。『WADAIの王国』（TBSテレビ）には、同店の芸人が多数出演する企画があった。
ショーレストラン運営のほか、ものまねタレントの派遣業務など芸能プロダクションとしての業務も行っている。

## 主な出演タレント
- ノブ&フッキー
- ホリ
- コージー冨田
- キンタロー。
- みかん
- 西尾夕紀
- まねだ聖子
- ダブルネーム（トップカラー）
- 一木ひろし
- 古賀シュウ
- マイコーりょう
- ジョーク東郷
- 小川美佳
- 小石田純一
- ニッチロー
- 立川真司
- セニョール玉置
- 坂本冬休み
- まーな
- ゴジーラ久山
- CHAPPY
- まっちゃま
- リトル清原
- アントニオ小猪木
- 河口こうへい
- 花香よしあき
- ジャガーズ
- メルヘン須長
- 石出奈々子
- きくりん
- ビッグスモールン
- ハリウリサ
- ジャッキーちゃん
- みはる
- Mr.シャチホコ
- 北条ふとし
- ペレ草田
- ねんねん（ひよしなかよし）
- MAB (マブ)

他、様々なプロダクションから100名前後のタレントが日替わりで出演する。

## キサラ出身のタレント
- はなわ
- 原口あきまさ
- オードリー
- ヒロシ